# Dominicas de Santa Catalina de Siena de Mosul
La Congregación de Dominicas de Santa Catalina de Siena (oficialmente en francés: Congregation des Dominicaines de Ste-Catherine de Sienne) es un instituto religioso católico femenino, de vida apostólica, de rito caldeo y de derecho pontificio, fundado por un grupo de terciarias dominicas de Mosul (Irak), en 1896. A las religiosas de este instituto se les conoce también como Dominicas de Santa Catalina de Siena de Mosul o simplemente como dominicas de Mosul. Las mujeres miembros de este instituto posponen a sus nombres las siglas O.P.

## Historia
Los orígenes de la congregación se remontan al orfanato femenino fundado en Mosul en 1876. Dicho orfanato estaba bajo la dirección de las Dominicas de la Presentación. Algunas de las muchachas que se habían formado en este instituto dieron origen a una fraternidad laical dominica con el fin de evangelizar a través de la educación, la enseñanza del catecismo y la colaboración en las parroquias. En un segundo momento, estas terciarias decidieron formar una congregación religiosa, pero con el abandono de la misión, por causa de la guerra.
En 1927, con la ayuda del delegado apostólico y de los misioneros lazaristas, se retomó el proceso de transformación de la fraternidad en congregación religiosa. Fueron afiliadas en un primer momento a las Dominicas de la Congregación de Nuestra Señora de Gracia de Châtillon. A través de estas, fueron afiliadas luego a la Orden de los Predicadores el 7 de marzo de 1927. El instituto fue elevado a congregación religiosa de derecho pontificio por el papa Pío XI, mediante decretum laudis del 1 de junio de 1935.

## Organización
La Congregación de las Dominicas de Santa Catalina de Siena es un instituto religioso, de rito caldeo de derecho pontificio, internacional y centralizado, cuyo gobierno es ejercido por una superiora general. La sede central se encuentra en Erbil (Irak).
Las dominicas de Mosul se dedican a la educación cristiana de los jóvenes y participan activamente en el diálogo ecuménico con los cristianos de las iglesias nestoriana y jacobita. Las religiosas de este instituto visten el hábito de santo Domingo compuesto por una túnica, escapulario y esclavina de color blanco y velo negro y forman parte de la familia dominica. En 2017, el instituto contaba con 121 hermanas y 18 comunidades, presentes en Irak y Francia.